# Педагогическая поэма
«Педагогическая поэма» — известное во всём мире и наиболее значительное произведение советского педагога и писателя А. С. Макаренко. В нём содержится художественно-документальное описание создания в 1920 г. под Полтавой и руководства автором до середины 1928 г. Колонией им. Горького, где удалось весьма успешно возвращать в полноценную культурную и общественную жизнь несовершеннолетних беспризорников и правонарушителей на основе посильного общественно полезного труда, продуманного и разумного привлечения воспитанников к соуправлению единым коллективом, единства доверия и требовательности ко всем членам этого коллектива включая вольнонаёмных преподавателей, мастеров и т. д. Определённо говорится о поддержке упомянутого подхода к перевоспитанию со стороны ответственных хозяйственников, сотрудников ОГПУ, значительной части местных сельских тружеников, лично Максима Горького и о категорическом неприятии системы Макаренко со стороны «Педагогического олимпа» — руководства наробраза, приведшем к увольнению Макаренко из Колонии в 1928 г. и прекращению в ней данного воспитательного опыта. Тиражи книги, изданные до 1937 года включительно были изъяты, некоторые главы переименованы, ряд фрагментов (в частности, со стр. 197—201 части 3 издания 1935 года) был удалён из последующих изданий, начиная с 1937 г. Кроме «Педагогической поэмы», из книжных магазинов и библиотек был изъят сборник «Болшевцы», вышедший вторым изданием в 1936 году, — впоследствии первые тиражи этих книг стали доступными лишь в иностранных публичных библиотеках.

## Сюжет
В «Педагогической поэме» в художественном изложении рассказывается о воспитательном и педагогическом опыте, возникшем в колонии для несовершеннолетних правонарушителей, созданной под Полтавой и руководимой с 1920 по 1928 год автором (А. С. Макаренко).
Недалеко от с. Ковалёвка под Полтавой местным губнаробразом намечается создание колонии для дефективных детей (то есть беспризорников и правонарушителей до 18 лет).
Руководить колонией предлагают молодому педагогу А. С. Макаренко. Вскоре прибывают и первые воспитанники. Среди них есть и явные переростки, скрывшие (занизившие) свой возраст, чтобы избежать уголовной ответственности для достигших 18 лет. Многие из старших воспитанников живут своей жизнью, нередко отказываются выполнять указания сотрудников и руководителя колонии, а по ночам исчезают неизвестно куда, как вскоре выясняется, в том числе для совершения новых правонарушений и преступлений.
Положение осложняется крайне скудным обеспечением колонии — воспитанники голодают, заметную часть года им приходится обходиться без обуви, до колонии добирается и тиф — смертельно опасное заболевание.
Новый заведующий сначала пытается найти выход из положения в педагогической литературе — напряжённо перечитывает все доступные ему источники, но … ничего подходящего в них не находит.
Очередной раз столкнувшись с открытым пренебрежением старших колонистов к просьбе заведующего колонией убрать снег, педагог срывается и даёт пощёчину более физически сильному, чем он, воспитаннику. От неожиданности и пришедшего осознания, что дальнейшее пренебрежение обязанностями колониста не может продолжаться бесконечно, воспитанники выходят на работу. Но Макаренко расценивает это происшествие не как свою победу, а скорее как педагогическую неудачу. Понятно, что долго такими средствами не продержишься.
Выход из положения отчасти подсказывает нужда во всём даже самом необходимом, с другой стороны, народная педагогика с её опытом привлечения детей к посильному труду и воспитания полезным семье трудом, а не только словесными нравоучениями. Устройство в колонии огородов, чтобы пополнить обеденный стол, уже способно в какой-то мере сплотить колонистов. В условиях нужды эта мера очевидная и естественно возникала и применялась во многих детских школах и колониях страны того времени. Но Макаренко и возглавляемый им коллектив сотрудников и колонистов не ограничился одними огородами, а поставил себе более высокие цели — обрабатывать куда большие сельскохозяйственные площади, завести свиноферму, коней и стремиться к самообеспечению по продовольствию. В колонию вскоре был приглашён профессиональный агроном Н. Э. Фере (в тексте романа он назван Э. Н. Шере), который подсказал как лучше осуществлять эти планы и в качестве специалиста руководил соответствующей работой. Часть необходимых приспособлений колонии пришлось изыскивать не вполне добросовестным образом (приватизации кузни, приём продналога от крестьян близлежащих селений овсом без полномочий на это от губернского руководства и т. д.). За многие из подобных нарушений, осуществлявшихся в том числе без согласования с завколом, последний мог быть неоднократно арестован и осуждён, но разумный подход чекистов при разборе каждого происшествия сохранил возможности дальнейшего воспитательно-педагогического опыта.
Уже через 2 года колония на основе объединения колонистов общей целью посредством общего производительного труда добивается первых заметных успехов, что вскоре отмечается званием образцово-показательного учреждения Минпроса РСФСР и присвоением ей имени М. Горького.
В книге достаточно подробно описывается воспитательные новинки Макаренко, во многом также заимствованные из народной педагогики. Это разновозрастные отряды со старшими и младшими членами (подобие многодетной семьи, где дети обычно имеют разный возраст и в силу этого старшие нередко руководят и отвечают за младших), создание временных коллективов («сводные отряды») для выполнения конкретной работы (подобие артели) и др.
В книге описывается стремительное развитие хозяйства колонии. Присоединение и освоение бывшего имения Трепке. В 1926 г. — переезд в Куряж и взятие под свою ответственность типичную для того времени местную колонию для беспризорников с запущенным воспитанием и бытом. Воскрешение её воспитанников к новой трудовой жизни в составе объединённой колонии.
В конце книги автор рассказывает о приезде в колонию после многолетней заочной переписки её шефа Максима Горького. О том, как готовили и готовились к этому приезду колонисты, как происходил сам приезд, участие Алексея Максимовича в ставшем привычным в колонии празднике первого снопа и других мероприятиях.

## Прототипы действующих лиц
Большинство главных действующих лиц в романе названы слегка изменёнными фамилиями. Исключения составляют сам А. С. Макаренко и немногие другие.

В. Н. Терский

- Семён Калабалин назван Семёном Карабановым.
- Руководитель клубных дел Колонии, а позже и Коммуны В. Н. Терский — В. Н. Перским.

Н. Э. Фере

- Прообразом Калины Ивановича Сердюка был, по свидетельству Н. Э. Фере[3], завхоз Михаил Павлович.
- Агроном Н. Э. Фере назван Эдуардом Николаевичем Шере.

## Отзывы о романе
Уже вскоре после выхода педагогической поэмы и по мере переводов её на другие языки и знакомства с нею новых читателей,
она была высоко оценена многими известными современниками, в частности (цит. по) :
- «Это истинная педагогическая поэма, вдохновенная книга о переделке психики. Она, как „Эмиль“ Жан Жака Руссо, — ступень в развитии науки о воспитании». (Максим Горький, 1933 г.).
- «Я думаю, ни одна история всеобщей литературы, даже самая пристрастная, даже отмеченная антисоветскими предубеждениями, не сможет отныне обойти молчанием „Педагогическую поэму“, не нарушая приличия. Ибо книга эта беспрецедентна; это книга нового типа». (Луи Арагон, 1955 г.)

## Издания
Роман «Педагогическая поэма» написан в 1925—1935 гг. Прочитав черновик его первой части, Максим Горький решительно посоветовал автору закончить произведение и всячески (морально, организационно, а порой и материально) существенно способствовал этому. Надо сказать, что до этого под редакцией М. Горького вышла в Свет книга М. С. Погребинского «Фабрика людей» (другое название — Трудовая коммуна ОГПУ) (М.: изд-во журнала «Огонёк», 1929 г.) об опыте создания подмосковной Болшевской трудовой коммуны ОГПУ, куда более известной в конце 1920-х как в стране, так и за рубежом (в том числе по фильму «Путёвка в жизнь»), чем учреждения А. С. Макаренко, так что поддержку Горьким этого явления общественной жизни (возвращение беспризорных и оступившихся граждан в жизнь на основе посильного общественно полезного труда, привлечения воспитанников к соуправлению единым коллективом, разумного единства доверия и требовательности ко всем членам этого коллектива включая вольнонаёмных преподавателей, мастеров и т. д.) вряд ли можно считать случайным.
Несмотря на поддержку и редакцию «Буревестника революции» роман, в силу необычности и «несоветскости» его содержания («Предложенная система воспитательного процесса есть система не советская» — цитата из самого романа, оставленная автором там после совета с Горьким), отказались печатать все педагогические издательства СССР. При содействии М. Горького работу удалось обнародовать лишь в издававшемся под его руководством «Литературном альманахе» в издательстве «Художественная литература» в трёх частях в 1933—1935. Часть 1 романа вышла в 1933 году (в XVII альманахе, часть 3), часть 2 — в 1935 году (Альманах XVIII, книга 5) и часть 3 в том же году (Альманах XVIII, книга 8).
Отдельным изданием в одном томе книга вышла впервые на русском языке в 1937 г. в издательстве «Художественная литература». С тех пор множество раз переиздавалась на русском и иных языках как народов СССР, так и дальнего зарубежья.
Книга имеет несколько редакций.
- авторскую (с некоторым участием М. Горького) — изданное в альманахах и первым отдельным изданием (ч. 1 и ч. 2) в 1935 году.
- издание 1937 года, подвергшееся заметным сокращениям и редакциям по настоянию супруги писателя Г. С. Салько, а также вследствие субъективизма излишне усердных редакторов. Отмечая начавшуюся «охоту на ведьм» Г. С. Салько настояла на сокращении целого ряда «острых» мест и даже целых «острых происшествий», к примеру, главы «Гастроли контральто». Но именно эта сокращённая редакция книги составила основу подавляющего числа последующих изданий на русском языке и переводов произведения на иностранные языки.[5]
- издание в 2003 г. (и его более поздние переиздания) под ред. макаренковеда д.п.н. С. С. Невской, названное ею «первым полным восстановленным изданием», свободным от цензурных купюр.

Более подробное знакомство с «первым полным» изданием, однако, вызывает ряд вопросов о правомерности и уместности восстановления тех или иных отрывков, в том числе:
- Всегда ли изъятие автором тех или иных отрывков объяснялось именно цензурными, а не каким-то иными соображениями (в том числе художественными)? К примеру, при знакомстве с «восстановленной» в «первом полном» издании «Педагогической поэмы» главой «Битва на ракитном озере» устроившие драку с местными жителями воспитанники колонии предстают обычными хулиганами, опасность соседства с которыми разве что возрастает от их некоторой сплочённости и организованности. В то же время в главе не заметно каких-либо педагогических размышлений автора и вообще чего-либо «политического», что могло вызвать особое внимание цензуры.
- Общий объём восстановленного текста столь значителен, что книга становится сложно воспринимаема именно как целостное художественное произведение и больше напоминает изданные большим тиражом рабочие материалы для специалистов-макаренковедов архивно-литературной направленности. Если это так, то не уместнее было бы издавать это произведение именно как литературоведческое?

Конечно же, с учётом большой известности произведения, восстановленные участки текста могут быть интересны не только науковедам. Но указанное, дополненное черновыми и иными вариантами текста , издание вряд ли можно посоветовать для первого знакомства с «Педагогической поэмой».

## Переводы на иные языки
Педагогическая поэма была переведена на 18 языков народов СССР и 36 иностранных, в том числе :
- 1935-36 украинский
- 1936 английский (ч. 1)
- 1938 голландский (ч. 1)
- 1939 французский (ч. 1)
- 1940 белорусский
- 1941 иврит (чч. 1 — 2)
- 1945 болгарский, испанский, латышский
- 1946 польский, чешский
- 1947 армянский, венгерский, сербский, хорватский
- 1949 немецкий, румынский, словацкий, эстонский
- 1949-52 голландский (чч. 1 — 3)
- 1950 литовский, словенский, французский (отрывок)
- 1951 английский (чч. 1 — 3), казахский
- 1952 азербайджанский, итальянский, японский
- 1953 иврит (чч. 1 — 3), молдавский, французский (чч. 1 — 3)
- 1954 таджикский
- 1954-55 норвежский
- 1955 датский, уйгурский
- 1956 албанский, греческий, китайский, узбекский
- 1956-57 корейский
- 1957 бенгали, бирманский (отрывок), исландский, татарский, телугу, финский
- 1958 грузинский
- 1959 каракалпакский, тувинский, хинди
- 1960-61 арабский
- 1961 киргизский
- 1961-63 вьетнамский
- 1963 туркменский
- 1973 персидский
- 1975-76 португальский
- 1977 шведский
- 1980 урду
- 1981-83 суахили

Изменение названия книги в большинстве иностранных переводов
По чисто коммерческим соображениям (иностранных издателей) переводы на английский (1936, 38), голландский (1938) и французский (1939) г. языки, как и многие последующие переводы, вышли под названием «Путёвка в жизнь», в связи с большой известностью и успехом в те годы советского фильма «Путёвка в жизнь» (о Болшевской трудовой коммуне М. С. Погребинского под Москвой).